# Nokia 100
Il Nokia 100 è un telefono cellulare della Nokia annunciato ad agosto 2011 e prodotto da novembre 2011.

## Caratteristiche tecniche
Rivolto per lo più ai mercati emergenti con un costo di 20 euro, questo modello è dotato di un piccolo display TFT da 1,8" con risoluzione 128 x 160 pixel a 65.000 colori, rete GSM dual-band per le chiamate ed SMS (ha la scrittura predittiva T9), la rubrica fino a 500 contatti, il gioco Snake preinstallato, la torcia, gli screensaver, le suonerie polifoniche a 32 toni e la radio FM.
Ha il jack per gli auricolari da 3.5 millimetri ed è stato immesso sul mercato in 5 colorazioni (2 tonalità di blu, rosa, nero e rosso).